# Christoph Moritz von Roëll
Christoph Moritz von Roëll (* 10. März 1713 in Carthausen; † 27. April 1797 auf Groß Reichen im Kreis Lüben) war ein preußischer Generalmajor und Chef des Husarenregiments Nr. 1.

## Leben

### Herkunft
Seine Eltern waren der münsterländische Kornett Christoph Wilhelm von Roëll und dessen Ehefrau Katharina Elisabeth, geborene Wever (* 4. April 1674), Witwe des Johann Wippermann von Karthausen. Sein Vater war Erbherr auf Dölberg in der Grafschaft Mark. Der Generalleutnant Friedrich Alexander von Roëll war sein Onkel, der niederländische Theologe Hermann Alexander Roëll (1653–1718) war ein Großonkel.

### Militärlaufbahn
Roëll ging am 23. Januar 1727 in preußische Dienste und kam zum Kürassierregiment „Gustav von Anhalt-Dessau“. Am 17. Oktober 1739 kam er als Kornett in das Husarenregiment „von Bronikowski“, wurde am 7. Mai 1741 Sekondeleutnant und am 28. Dezember 1743 Stabsrittmeister. Während des Zweiten Schlesischen Krieges kämpfte er in der Schlacht bei Hohenfriedberg. Am 10. September 1746 wurde Roëll Rittmeister und Eskadronchef. Am 28. September 1752 wurde er mit einem Leutnant und zehn Soldaten in die Ukraine geschickt, um dort Pferde für das Regiment zu erwerben.
Am Beginn des Siebenjährigen Krieges im August 1756 erhielt er eine eigene Schwadron. Am 7. Januar 1758 wurde er Major, am 5. Dezember 1758 erhielt er den Orden Pour le Mérite, und am 8. März 1760 wurde er Oberstleutnant. Am 17. März 1761 wurde er Kommandeur des Husarenregiments „von Kleist“ und am 15. Mai 1761 Oberst. Am 9. Dezember 1763 erhielt er seinen Abschied als Generalmajor mit einer Pension von 400 Talern. Im August 1760 erhielt er die Vikarie des St.-Andreas-Kapitel von Lübbecke.

### Familie
Roëll war seit 1764 mit der Freiin Ernestine Henriette von Hock (* 1729; † 11. Juni 1809) verheiratet. Das Paar hatte mehrere Kinder, darunter:
- Friedrich Ernst Christoph Ferdinand (* 30. November 1767; † 1830) ⚭ 14. Mai 1790 Luise Friederike Wilhelmine von Erlach (* 22. September 1766). Sie war die Tochter von Friedrich August von Erlach.